# Кинг, Филлип Паркер
Филлип Паркер Кинг (англ. Phillip Parker King; 13 декабря 1791 — 26 февраля 1856) — британский адмирал, один из первых исследователей побережья Австралии.

## Биография
Филлип Паркер Кинг родился в 1791 году на острове Норфолк. Его родителям были Филип Гидли Кинг (будущий губернатор колонии Новый Южный Уэльс) и Анна Джозефа Кинг (урождённая Кумбе). Филлип был назван в честь наставника его отца — Артура Филлипа, поэтому в его имени на одну букву «л» больше, чем в имени отца. В 1796 году его отправили в Англию для учёбы, где он в 1802 году поступил в Королевскую военно-морскую академию в Портсмуте. В 1807 году он поступил на флот, и в 1814 году получил звание лейтенанта.
Кингу было поручено исследовать те части побережья Австралии, что не были изучены Мэтью Флиндерсом, и с декабря 1817 по апрель 1822 года он совершил четыре путешествия. Среди 19 человек его команды были Аллан Каннингем, Джон Септимус Ро и абориген Бангэри. Первые три экспедиции были совершены на 76-тонном куттере «Мермэйд», однако в 1820 году он затонул. Адмиралтейство поручило Кингу проверить, не имеется ли реки, «по которой можно было бы попытаться плавать внутри этого гигантского континента». Министерство по делам колоний дало инструкции по сбору информации, касающейся топографии, фауны, растительности, полезных ископаемых, климата, а также аборигенов и перспектив торговли с ними.
С февраля по июнь 1818 года Кинг исследовал побережье вплоть до залива Ван-Димен, встретив по пути много австралийских и малайских лодок. В июне «Мермэйд» посетил Тимор, а затем вернулся в Сидней, прибыв туда 29 июля. В декабре-январе Кинг исследовал недавно открытые гавань Маккуори и Землю Ван-Димена, а в мае 1819 года отправился в Торресов пролив. Кинг довёз Джона Оксли до реки Хастингс, после чего исследовал побережье от островов Уэссел до залива Адмиралтейства. 12 января 1820 года он вернулся в Сидней.
Четвёртое путешествие Кинг совершил на 154-тонном шлюпе «Батхерст»: он отправился на север, прошёл Торресовым проливом и направился к северо-западному побережью континента. Исследование западного побережья было продолжено после посещения Маврикия.
В июле 1821 года Кинг был повышен в звании до коммандера, а в апреле 1823 года вернулся в Англию. Впоследствии он командовал исследовательским судном «Эдвенчер», и в паре с судном «Бигль» в течение пяти лет исследовал сложные берега в районе Магелланова пролива. Итоги экспедиции были доложены в Королевском географическом обществе в 1831 году.
Кинг имел земельную собственность в западных пригородах Сиднея, где он январе 1836 года встретился с Чарльзом Дарвином в последнюю ночь пребывания того в Сиднее. В феврале 1839 года Кинг стал членом Законодательного собрания Нового Южного Уэльса, а в апреле того же года — комиссаром-резидентом Австралийской сельскохозяйственной компании. В 1855 году Кинг был повышен в звании до контр-адмирала.
В честь Кинга названа австралийская орхидея Дендробиум Кинга.